# Kyuss
Kyuss var et rock band fra Californien, USA. 
Kyuss var på mange måder med til at forme og udvikle genren Desert Rock (ørkenrock), senere kendt som Stoner Rock, i starten af 1990'erne. Det er en genre præget af tunge guitar riffs, blues og drone elementer. Bandets musik har dog også mange melodiske forløb, og de var kendt for at spille lange improviserede jams ved koncerter.
Kyuss blev opløst i 1996.

## Kyuss Lives! og Vista Chino
Forsangeren for Kyuss, John Garcia, begyndte at turnere med Kyuss musik som en række akustiske koncerter i 2010. Det ledte senere på året til en genforening af det meste af det originale band under navnet Kyuss Lives!. Guitaristen og sangskriveren Joshua Homme var ikke med i Kyuss Lives!, og hans rolle blev udfyldt af den belgiske guitarist Bruno Fevery. Der opstod nogle stridigheder om ophavsretten til Kyuss' musik og Kyuss Lives! ændrede i 2013 navn til Vista Chino.

## Diskografi

### Studiealbum
- Wretch (1991)
- Blues for the red sun (1992)
- Welcome to sky valley (1994)
- And the circus leaves town (1995)

### Øvrige udgivelser
- Sons of Kyuss (EP) (1990)
- Kyuss/Queens of the Stone Age (Split-CD med Queens of the Stone Age) (1997)
- Muchas Gracias: The Best of Kyuss (Opsamlingsalbum) (2000)
- Rhino Hi-Five : Kyuss (Opsamlingsalbum) (2007)
- Green Machine (Opsamlingsalbum) (2018)